# Kingissepp
Kingissepp (russisch Кингисепп; historisch estnisch und finnisch Jaama; deutsch Jamburg) ist eine Stadt in der Oblast Leningrad in Russland mit 48.807 Einwohnern (Stand 1. Januar 2024).

## Geographie
Kingissepp liegt etwa 130 km südwestlich von Sankt Petersburg und rund 25 km östlich der Grenze zu Estland, an der russischen Fernstraße A180 und der Bahnstrecke Sankt Petersburg – Tallinn. Durch die Stadt fließt die Luga, die 40 km nördlich in den Finnischen Meerbusen mündet. Die Kingissepp am nächsten gelegenen Städte sind Iwangorod an der estnischen Grenze (21 km westlich), Slanzy (40 km südwestlich) und Wolossowo (50 km östlich).

## Geschichte
Als Gründungsjahr von Kingissepp gilt 1384, als hier eine Festung der Republik Nowgorod angelegt wurde, deren westliche Grenze in diesem Bereich der Fluss Luga bildete. Anfangs hieß die Ortschaft Jama (Яма), vermutlich nach dem finno-ugrischen Stamm „Häme“, der vormals an der Südküste des Finnischen Meerbusens ansässig war. Die Festung war aus Stein gehalten und bestand aus einer Mauer mit Türmen, ähnlich einem mittelalterlichen russischen Kreml. Bereits 1395 wurde sie von den Schweden überfallen und hielt dem Angriff stand.

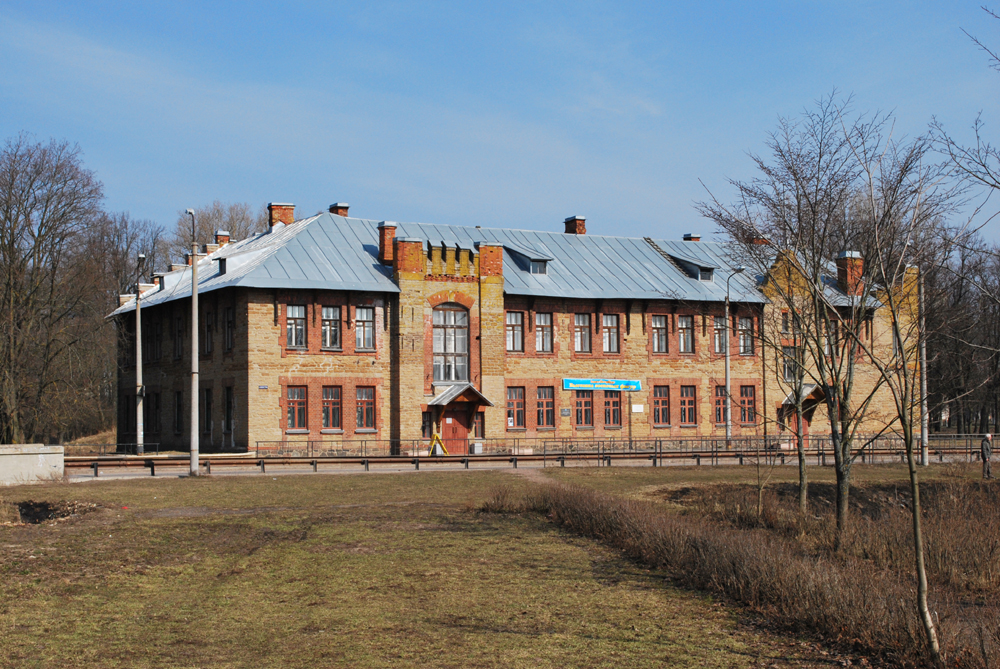
Heimatmuseum

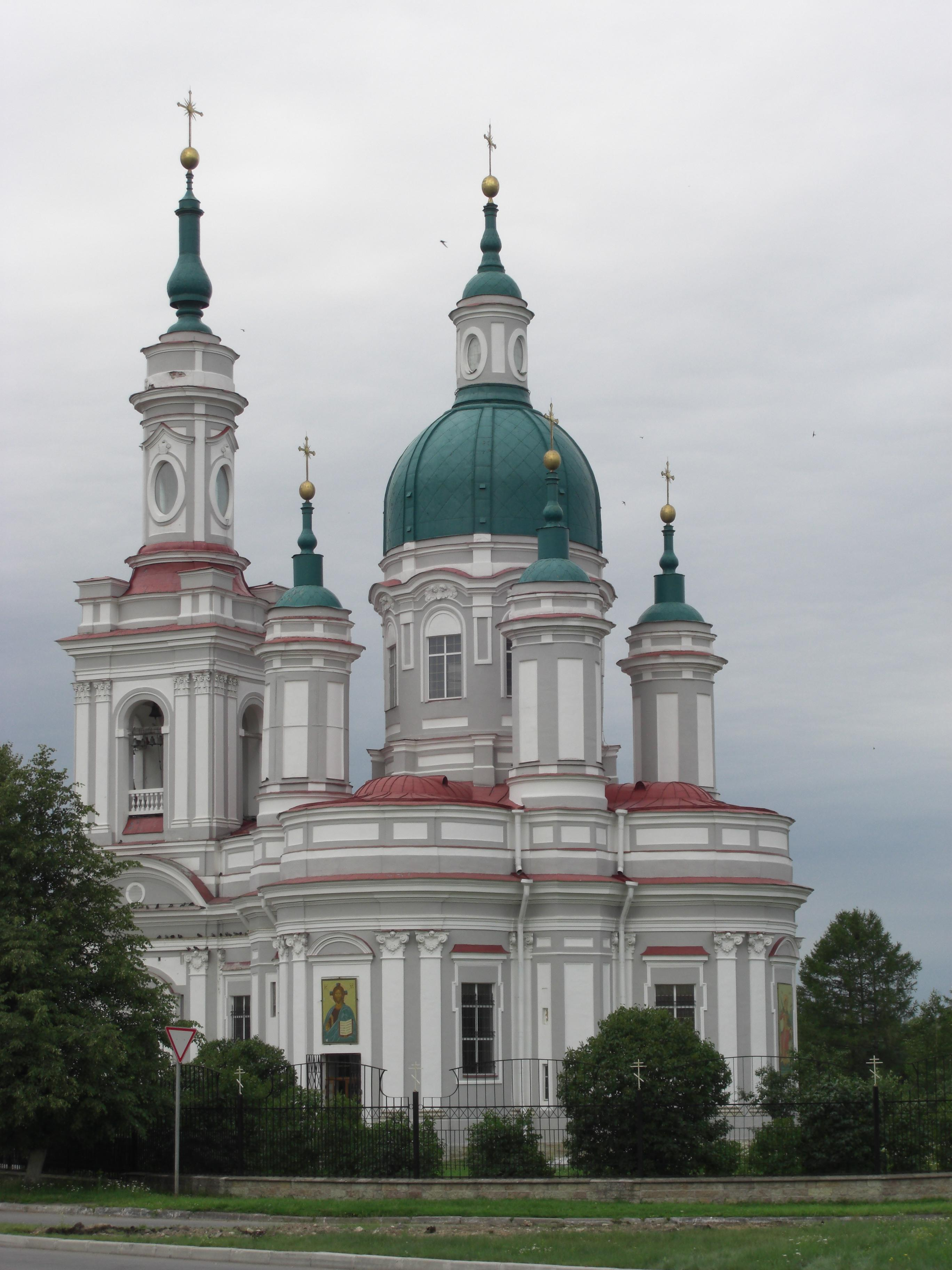
Katharinenkathedrale

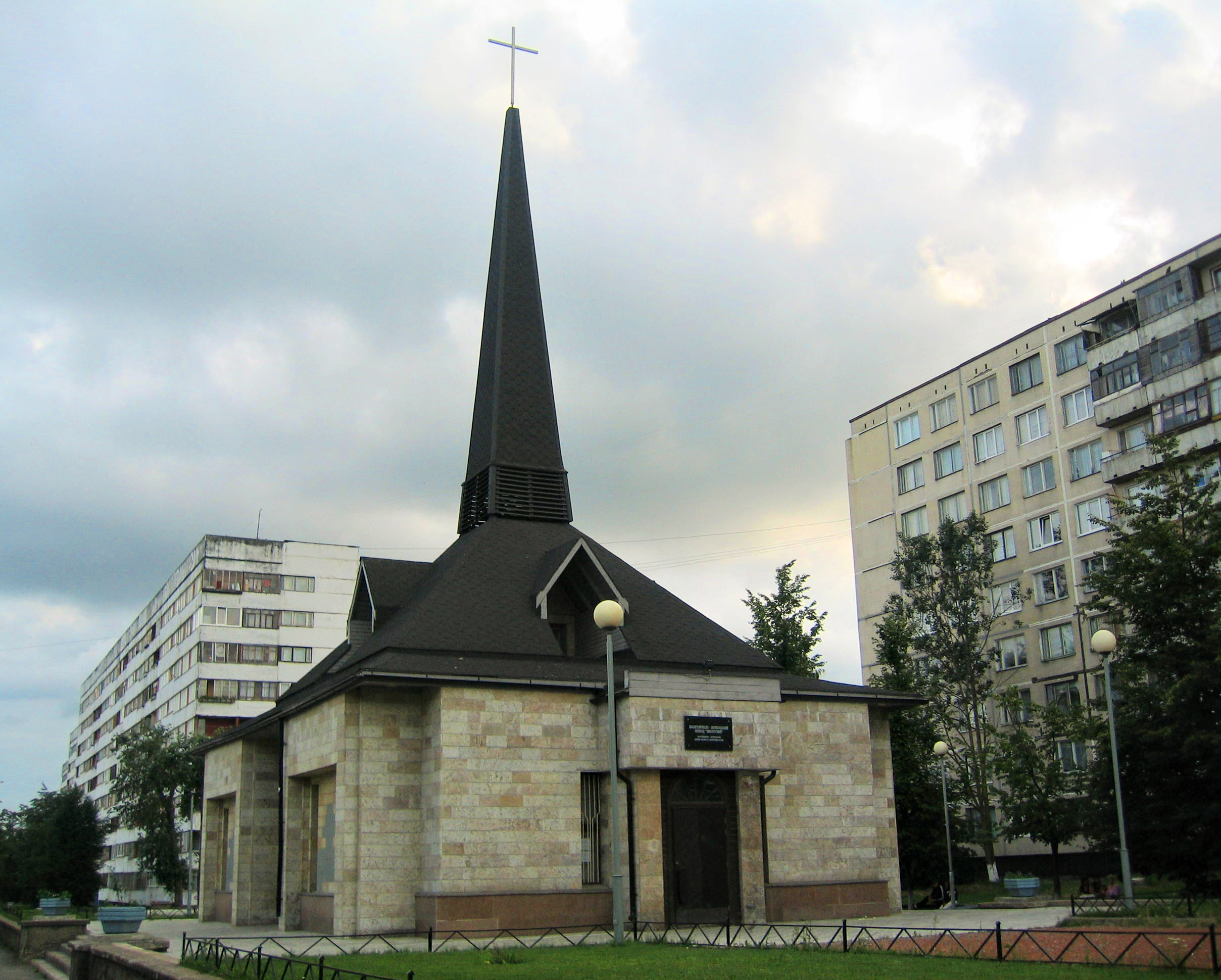
Evangelisch-Lutherische Kirche

Im 15. und 16. Jahrhundert wies Jama nicht nur militärische, sondern zunehmend auch wirtschaftliche Bedeutung als Handwerkersiedlung auf. Es blühte hier in hohem Maße Handel sowie das Eisenschmiedehandwerk.
Während der Nordischen Kriege verlor Russland die Festung zweimal an Schweden: das erste Mal von 1583 bis 1595, später mit dem Frieden von Stolbowo im Jahr 1617. Danach gehörte der Ort fast ein Jahrhundert lang zu Schweden, bis er im Großen Nordischen Krieg im Jahr 1703 wieder von Russland zurückerobert werden konnte. In der Zeit der schwedischen Besatzung wurden die Reste der ehemaligen Festung zerstört, und der Ort erhielt den Namen Jamburg. Diesen Namen behielt er auch nach der Rückeroberung durch Russland und bis zum Jahr 1922.
Anfang des 18. Jahrhunderts gehörte Jamburg dem Staatsmann Fürst Alexander Menschikow, später kam es unter staatliche Verwaltung. Die militärische Bedeutung Jamburgs war im 18. Jahrhundert nicht mehr vorhanden, stattdessen entwickelte sich hier die Glasindustrie. Seine wirtschaftliche Blütezeit erreichte Jamburg Ende des Jahrhunderts; aus dieser Zeit stammt auch die bis heute bestehende Hauptkirche der Stadt, die Katharinenkathedrale. 1784 erhielt Jamburg Stadtrechte. Im 19. Jahrhundert kamen weitere Industrien sowie die Eisenbahn hinzu.
Nach der Oktoberrevolution 1917 und der Machtübernahme durch Kommunisten erhielt Jamburg 1922 seinen heutigen Namen nach dem estnischen Revolutionär Viktor Kingissepp. Während des Zweiten Weltkriegs und der Leningrader Blockade befand sich Kingissepp unter der Kontrolle der deutschen Wehrmacht, die hier unter anderem ein Konzentrationslager betrieb. Die Besatzung der Stadt dauerte vom 16. August 1941 bis zum 1. Februar 1944, als Kingissepp im Zuge der Leningrad-Nowgoroder Operation befreit wurde.
In der Nachkriegszeit wurde das stark beschädigte Kingissepp weitgehend neu erbaut. An die Geschehnisse im Krieg erinnern heute mehrere Mahn- und Denkmäler in der Stadt.
Am 13. Dezember 2001 wurden die Dörfer Lesobirscha, Kaskolowka und Nowy Luzk an Kingissepp angegliedert.
Kingissepp ist Mitglied der Neuen Hanse.

### Bevölkerungsentwicklung

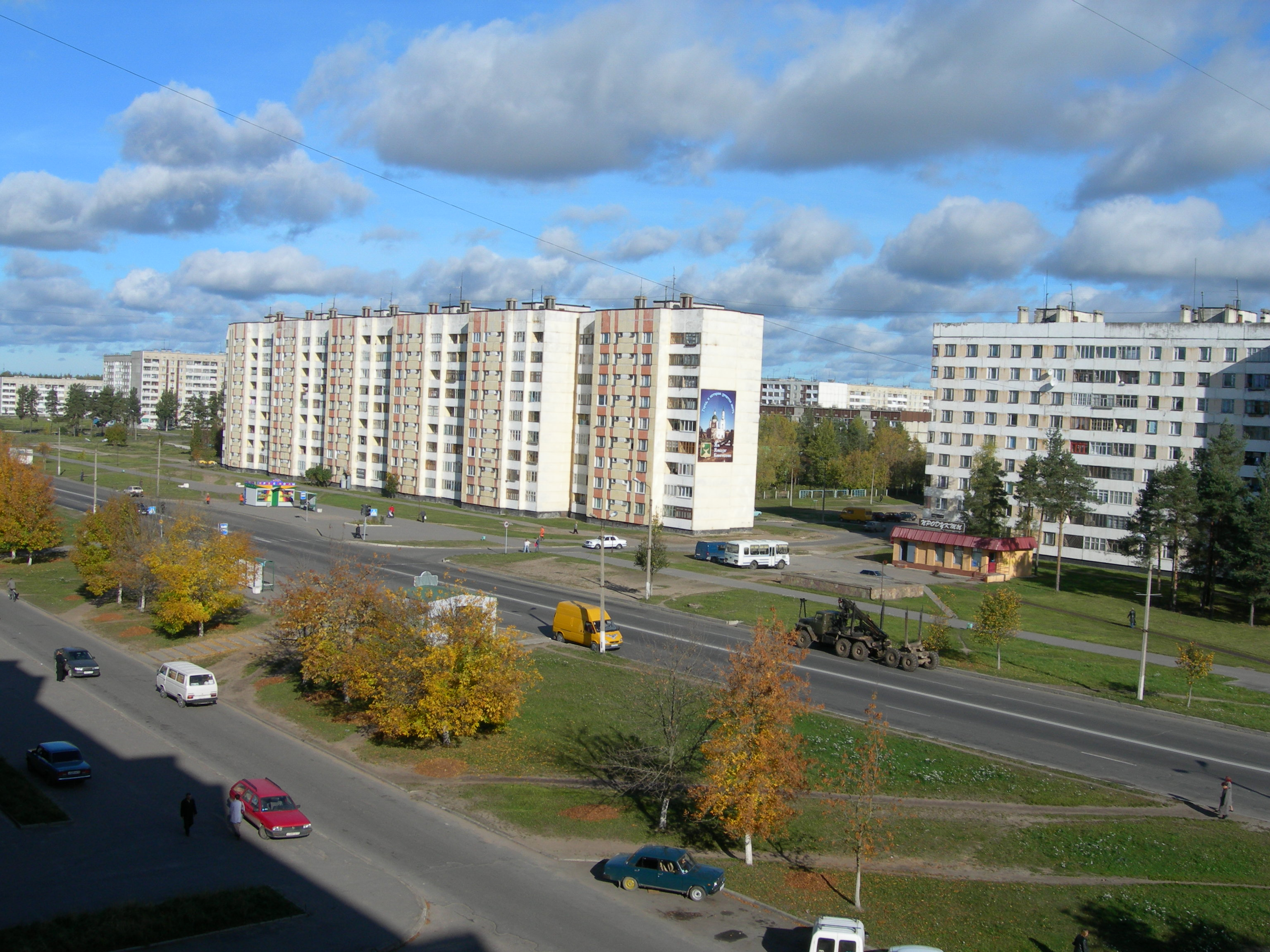
Neuere Wohngegend in Kingissepp

| Jahr | Einwohner |
| ---- | --------- |
| 1897 | 4.584     |
| 1926 | 5.003     |
| 1939 | 7.930     |
| 1959 | 8.413     |
| 1970 | 17.315    |
| 1979 | 38.784    |
| 1989 | 49.954    |
| 2002 | 50.295    |
| 2010 | 48.488    |

Anmerkung: Volkszählungsdaten

## Sehenswürdigkeiten
- Die von 1835 bis 1838 errichtete und 1971 bis 1975 restaurierte Manege, deren Hauptfassade einen Portikus und eine gestufte Attika besitzt, und auf deren Ostseite am Ende des 19. Jahrhunderts die Regimentskirche St. Georg angefügt wurde, sowie die ehemalige Kaserne des Infanterieregiments Zarinzki aus dem späten 18. Jahrhundert.
- Die Katharinenkathedrale, siehe diesen Hauptartikel.

## Wirtschaft und Infrastruktur
Die Industrie der Stadt besteht heute aus Betrieben der Holz-, Chemie-, Nahrungsmittel- und Glasproduktion. Seit 2021 verbindet das, durch Rostelecom installierte und betriebene, 1115 Kilometer lange Telekommunikations-Seekabel Kingissepp-Kaliningrad-System (auch „Baltika“ genannt) Russland durch die Ostsee mit seiner Exklave Kaliningrad.

## Partnerstädte
Sassnitz in Mecklenburg-Vorpommern ist seit 2003 Partnerstadt von Kingissepp.

## Söhne und Töchter der Stadt
- Otto Eichelmann (1854–1943), deutsch-baltischer Jurist und Rechtshistoriker
- Gretschka (* 2000), russische Singer-Songwriterin
- Alexei Ionow (* 1989), russischer Fußballnationalspieler
- Alexander Kerschakow (* 1982), russischer Fußballnationalspieler
- Michail Kerschakow (* 1987), Fußballspieler
- Pawel Mogilewez (* 1993), russischer Fußballnationalspieler
- Nadeschda Pissarewa (* 1988), belarussische und russische Biathletin
- Lembit Remmelgas (1921–1992), estnischer Übersetzer, Literaturkritiker und Drehbuchautor
- Gustav Tammann (1861–1938), deutsch-baltischer Chemiker
- Mauritz Vellingk (1651–1727), schwedischer Diplomat, Geheimrat, General und Generalgouverneur von Bremen-Verden
- Otto Vellingk (1649–1708), schwedischer General und Geheimrat
- Iogannes Weltmander (1921–2014), russischer Schachspieler und -trainer